# WWIII
WWIII (Engelse titel: Arc Light) is een techno-thriller van de Amerikaanse schrijver Eric L. Harry. Het boek beschrijft een nucleaire Derde Wereldoorlog, uitgevochten in de zomer van 1999 tussen de Verenigde Staten en de instabiele Russische Federatie. Zowel de nucleaire als de conventionele wapens worden uitgebreid beschreven. Een centraal thema is MAD (mutual assured destruction), een uitkomst die beide partijen wensen te vermijden maar waar ze onvermijdelijk toe worden gedreven. Een ander thema is de onvermijdelijke escalatie van een conflict wanneer eenmaal naar nucleaire wapens is gegrepen.

## Het verhaal
In Rusland heeft Stavka, het militaire opperbevel, de macht gegrepen ten koste van de opvolger van Jeltsin, die naar de mening van de militairen Rusland ruïneerde. Zij houden zich in het zadel door de bevolking af te leiden van binnenlandse problemen door buitenlandse conflicten aan te gaan 'om Ruslands glorie' te herstellen. Een voorbeeld hiervan is de recente herbezetting van Wit-Rusland. Het opkomende China is wel te porren voor een conflict met een verzwakt Rusland, omdat het een oogje heeft op de Siberische grondstoffen. De voorwaarden voor oorlog zijn hiermee geschapen: een verzwakt maar instabiel en agressief Rusland aan de ene kant en aan de andere kant een opkomend China dat eveneens een conflict niet uit de weg gaat. De Russisch-Chinese oorlog eindigde in een Russische overwinning en de bezetting van een deel van Mandsjoerije. De grote man achter deze overwinning is generaal Joeri Razov. Aan het begin van het boek probeert China het verloren land te heroveren en valt de Russische troepen in Mandsjoerije aan. Bovendien valt op 10 juni 1999, vrij onverwacht, Noord-Korea het zuiden aan.
Razov, die de Russische troepen in het oosten andermaal leidt, waarschuwt de Amerikaanse stafchef generaal Andrew Thomas dat een (beperkte) nucleaire aanval met 19 kernkoppen op China zal worden uitgevoerd, die nadrukkelijk niet op de Verenigde Staten gericht is. De Amerikaanse president Livingston besluit de Chinezen te waarschuwen in de hoop dat er dan een wapenstilstand zal worden gesloten. Tevens gaan de Amerikanen over tot mobilisatie.
Een van de radicalere leden van de junta, generaal Zorin, staat het gebruik van strategische nucleaire wapens tegen de Chinezen voor. Hij is extreem nationalistisch, antisemitisch en sinofoob, en wenst met nucleaire wapens 'eens en voor altijd' een einde aan de Chinese dreiging te maken. Daarbij wenst hij, na met de Chinezen afgerekend te hebben, de voormalige Sovjetrepublieken opnieuw stevig onder de Russische heerschappij te brengen, en de V.S. te dwingen Europa te verlaten.
Zorin wordt in Moskou op het matje geroepen door de overige leden van Stavka. In de discussie die volgt blijkt dat de Noord-Koreaanse aanval een initiatief was van Zorin en dat hij hiermee de Amerikanen af had willen leiden van de Russische oorlogsplannen in China en Europa. De overige leden zijn woedend dit Napoleontische plan en over het enorme risico dat Zorin hiermee neemt en Stavka beveelt zijn arrestatie. Zorin staat echter aan het hoofd van een klein groepje nog radicalere militairen. In zijn opdracht is de zittingszaal ondermijnd, en na zijn vertrek gaan de ladingen af en zijn alle machthebbers behalve Zorin dood.
Zorin moet nu alle opengevallen posten opvullen met zijn eigen (onervaren) mensen, terwijl hij tot zijn verbijstering verneemt van de Amerikaanse mobilisatie. Ook slaan de Chinezen terug met een nucleaire aanval met vier kernbommen op Moskou, die overigens door het Russische Galosha anti-raket verdedigingssysteem vrijwel geen schade aanricht. Zorin meent dat China en de Verenigde Staten tegen Rusland samenwerken, en beveelt een grootschalige nucleaire aanval op de Verenigde Staten, gericht tegen de belangrijkste militaire bases en commandocentra. Hoewel Razov de instabiele en overspannen Zorin onschadelijk probeert te maken door hem af te zetten is hij net te laat: de raketten zijn al onderweg.
De Amerikaanse president wordt door Razov gewaarschuwd voor de aanval, en dat het een vergissing betreft. Hoewel de president een zachtaardige vredelievende man is die geen noodzaak ziet tot terugslaan omdat de aanval een vergissing en geen oorlogsdaad was, zien de andere hoge politici en militairen dit anders: je kan niet een nucleaire aanval met miljoenen slachtoffers over je heen laten gaan en niets terugdoen. Bovendien zal de aanval een deel van de Amerikaanse nucleaire raketten vernietigen wanneer ze niet direct worden afgeschoten. De 649 megaton die de Russen op de V.S. loslaten worden dus beantwoord met een Amerikaanse tegenaanval van 1,042 megaton. Hoewel de aanvallen niet gericht zijn op bevolkingscentra, maken ze toch veel slachtoffers en worden steden alsnog besmet door fall-out. Alleen al in Amerika vallen 7 miljoen doden. De Amerikaanse regering evacueert naar Mount Weather in Virginia. 
Livingston blijkt een goede vredesleider maar een slechte besluiteloze oorlogsleider. Hij wil nog steeds liever niet tegen de Russen vechten en ziet de oorlog als zinloos. Door niets te doen laat hij toe dat de Russen IJsland bezetten. Bovendien wordt hem het verwijt gemaakt dat hij door de Chinezen te waarschuwen de escalatie van de oorlog en de betrekking van de Amerikanen hierbij in de hand heeft gewerkt. Het Amerikaanse Huis van Afgevaardigden gaat over tot een versnelde impeachment-procedure tegen Livingston, en hij wordt als eerste president in de Amerikaanse geschiedenis succesvol afgezet (in alle andere gevallen trad de president zelf tijdig af of mislukte de procedure). Vice-president Paul Costanzo neemt het presidentschap over en geeft vanaf nu veel daadkrachtiger leiding. Aan Russische zijde is Zorin inmiddels in hechtenis genomen en heeft Razov tijdelijk het militaire en civiele leiderschap op zich genomen.
Costanzo kondigt aan dat het doel van de oorlog de totale ontmanteling van het Russische nucleaire arsenaal is, daar de Russen hebben bewezen dat ze hier niet op een verantwoordelijke manier mee om kunnen gaan. Verder blijkt dat Duitsland, Frankrijk, Denemarken, Noorwegen, Nederland en België de Amerikanen weigeren bij te staan krachtens hun NAVO-verplichtingen. Costanzo ontbindt hierop de NAVO en vervangt deze door TEAMS, een nieuw bondgenootschap van de nog wel coöperatieve bondgenoten, waaronder Polen, Slowakije en aan aantal andere Centraal-Europese landen, alsmede Japan, Turkije, Groot-Brittannië en Italië. De NAVO-verplichtingen betreffende de Amerikaanse hulp aan de afvallige landen beschouwt Costanzo nu als vervallen, maar de V.S. blijft gebruikmaken van de militaire bases en infrastructuur van deze landen, zoals de Rotterdamse haven, de Franse, Belgische, Nederlandse en Duitse (spoor) wegen, en luchtmachtbases in deze landen zoals Ramstein. Bij ook maar de geringste tegenwerking, verklaart Costanzo, dan hebben deze landen wel wat meer te vrezen dan Russische wapens. Schoorvoetend gaan de afvallige landen akkoord.
De tegenaanvallen concentreren zich op de volgende doelen:
- Zware luchtaanvallen vinden plaats op militaire doelen en infrastructuur in geheel Rusland, om de bevoorrading, militaire kracht en verplaatsing van het Russische leger te belemmeren;
- De Japanse Zelfverdedigingsmacht dient de Koerilen te heroveren;
- Met Japanse bijstand moet de marinebasis van Vladivostok door U.S. marines en infanterie worden bezet. Vanuit dit bruggenhoofd wordt langs de Transsiberische Spoorlijn naar het westen opgerukt;
- Een Canadese brigade moet IJsland heroveren;
- Met Finse assistentie wordt op 19 juni de 82e Amerikaanse luchtlandingsdivisie op Kola aan land gezet, ondersteund door Britse mariniers. Zij dienen op te rukken naar Sint-Petersburg;
- De hoofdmacht, bestaande uit 3 legerkorpsen, 3 regimenten en 6 infanteriedivisies met luchtondersteuning, is gelegerd in Polen en Slowakije. Zij krijgen de taak toebedeeld om door bezet Wit-Rusland en het neutrale Oekraïne op te rukken naar Moskou, 1000 km verderop, en de stad in te nemen voor de eerste sneeuwval;
- Een Amerikaans-Italiaanse vloot dringt de Zwarte Zee binnen om de Russische Zwarte Zeevloot te vernietigen en om vanaf daar Russische olie-installaties en infrastructuur in Zuid-Rusland en de Kaukasus te bombarderen;
- De Noord-Koreanen krijgen op 17 juni 1999 hun eerste, laatste, zeer serieuze en enige waarschuwing. Een nucleair wapen wordt op grote hoogte boven Pyongyang tot ontploffing gebracht ter demonstratie van de Amerikaanse aanvalskracht. De boodschap is duidelijk en de Noord-Koreanen breken de aanval op het Zuiden af.

Generaal Razov moet nu een oorlog voeren die hij niet begonnen is en niet gewild heeft, en beseft dat Rusland in alle opzichten in het nadeel is. Het land is al in oorlog met een machtige vijand (China) en moet nu een meerfrontenoorlog voeren. Het Russische leger is bovendien nog steeds in vrij slechte staat na alle bezuinigingen en achterstallig onderhoud tijdens Jeltsin en diens opvolger. Razov kan echter niet akkoord gaan met de Amerikaanse eis tot nucleaire ontwapening, al helemaal niet na de nucleaire tegenaanval op zijn land. Hij ziet de bui al hangen en slaat terug door de Baltische staten en Oekraïne preventief te bezetten. Zijn troepen vallen bovendien op 25 en 26 juni de geallieerde eenheden in Polen en Slowakije aan, wat de aanval vertraagt. Toch breken de geallieerden door en bereiken een opmarstempo van 50 kilometer per dag. Ook laat Razov troepen terugtrekken uit China om omsingeling te voorkomen en om hen in te zetten op fronten waar ze veel harder nodig zijn. Dit lokt protest uit van generaals omdat de Russen in China aan de winnende hand waren, maar Razov is onverbiddelijk. Ook wordt Zorin, die gezien wordt als aanstichter van al dit onheil, ter dood veroordeeld en direct geëxecuteerd.
Op 15 augustus 1999 is de militaire situatie voor Rusland zeer somber. Vanaf het allereerste begin hebben de geallieerden de hegemonie van het luchtruim weten te veroveren. De 82e Amerikaanse divisie staat in Petozavodsk, op 200 km van Sint-Petersburg en ook nog eens aan de meest kwetsbare kant van die stad. De Canadezen hebben IJsland heroverd en de Japanners hebben de Koerilen bezet. Vladivostok is door de Amerikanen ingenomen en de geallieerde troepen naderen Chabarovsk tot op 80 km. Maar het ergste is de situatie aan het westfront. De geallieerden hebben hier een volledige overwinning weten te behalen en staan nu in Toela, op 80 km van Moskou. Het Russische leger is door de bombardementen afgesneden van brandstofbevoorrading en kan zich niet meer snel verplaatsen. Hoewel de weerstand steeds heftiger wordt en beide kanten nu naar chemische wapens grijpen, nemen de geallieerden op 24 augustus Podolsk in, staan daarmee op 25 km van het centrum van Moskou, en beginnen de stad te omsingelen. 
Toch hebben de geallieerden twee kwetsbare punten. Ten eerste worden hun aanvoerlijnen steeds langer. En ten tweede zijn hun troepen in veel sterkere mate dan de Russen afhankelijk van een goed functionerende oorlogsindustrie om hun high-tech wapens en machines te bevoorraden. Bovendien spreekt Rusland de ultieme dreiging uit...
In de Karazee liggen, beschermd door de beste eenheden Russische marine en luchtmacht, tientallen onderzeeërs, bijgenaamd het Bolwerk. Aan boord hebben zij duizenden intercontinentale ballistische raketten met gezamenlijk 3,400 kernkoppen. Deze raketten zijn gericht op de belangrijkste Amerikaanse militaire bases, maar tevens op de 300 grootste Amerikaanse steden. Dit Bolwerk is tot dan toe angstvallig ontzien door de geallieerden uit angst een aanval uit te lokken. Generaal Razov dreigt dat indien de geallieerden de Moskouse ringweg oversteken, hij opdracht zal geven tot lancering. Bovendien hebben de onderzeebootcommandanten in het Bolwerk eveneens de opdracht direct te lanceren bij enige tegen het Bolwerk gerichte aanval. Dit dreigement bereikt zijn doel, namelijk de Amerikaanse bevolking zo bang maken dat ze niet meer durven te werken en de steden ontvluchten, zodat de productiviteit van de oorlogsindustrie gehinderd wordt. De troepen in Rusland dreigen nu afgesneden te worden van bevoorrading. Verder houdt Razov serieus rekening met een nucleaire escalatie stelt Operatie Samson in werking, het scenario voor een nucleaire oorlog. Als voorbereiding hierop beginnen de Russische troepen zich zo veel mogelijk te verspreiden om minder kwetsbaar te zijn voor een eventuele nucleaire tegenaanval.
Costanzo beantwoordt dit dreigement door strenge sancties tegen werkweigeraars af te kondigen, met name in de oorlogsindustrie. Bovendien kondigt hij aan dat een Russische nucleaire aanval vanuit het Bolwerk direct zal worden beantwoord met een soortgelijke Amerikaanse aanval op de Russische bevolkingscentra. Zelfs reeds in Amerikaanse handen gevallen Russische steden zullen worden afgegrendeld en met hun inwoners worden vernietigd met kernbommen. Beide zijden houden er rekening mee dat na lancering van alle nucleaire wapens in onderzeeërs de wapens in de raketsilo's aan de beurt komen zodat beide zijden uiteindelijk alles zullen lanceren wat ze hebben. Men beseft aan beide kanten weliswaar dat dit alleen maar verliezers en totale wederzijdse vernietiging zal opleveren maar geen van beiden ziet enige uitweg. De Amerikanen houden vast aan de eis van nucleaire ontwapening, maar de Russen kunnen zowel dat als de val van Moskou niet accepteren.
Veiligheidsadviseur Greg Lambert ziet dit ook in, en probeert via zijn oude vriend Pavel Filippov onderhandelingen met Razov te openen. Filippov is verbitterd over de aanval en het Amerikaanse gebruik van zenuwgas tegen Russische burgers, en beschouwt Lambert eigenlijk niet langer als zijn vriend. Toch is hij bereid om een ontmoeting met Razov te arrangeren. Als Rusland afziet van de nucleaire vergeldingsaanval, zullen de vredesvoorwaarden mild zijn en zal Rusland beschermd worden tegen verdere Chinese agressie, hoewel Costanzo bij zijn eis tot nucleaire ontwapening blijft. Tijdens de besprekingen nadert de Amerikaanse marine toch het Bolwerk in de Karazee, het komt tot een treffen, en de nerveuze commandanten lanceren hun raketten. De Amerikanen overwegen hun eigen vergeldingsaanval te lanceren, maar Razov bezweert Lambert dat hij de raketten niet heeft laten lanceren maar onschadelijk heeft gemaakt met een speciale code, oorspronkelijk ontworpen ter voorkoming van een nucleaire burgeroorlog. De lancering was geschied omdat de Amerikanen het Bolwerk aanvielen en niet op opdracht van Razov, maar door de code zullen de raketten weliswaar hun doel zullen bereiken maar niet afgaan. Lambert weet Costanzo vervolgens te overtuigen, die het vreselijke risico neemt.
De eerste raket raakt New York, en het blijft inderdaad bij een inslag zonder explosie. Weliswaar veroorzaakt dit schade en een brok radio-actief materiaal dat nu moet worden opgeruimd, maar dit valt in het niet bij eventuele effecten van een nucleaire explosie. Ook de andere raketten slaan enkel in; geen enkele gaat af. Razov had inderdaad uiteindelijk niet verantwoordelijk willen zijn voor de moord op miljoenen Amerikaanse burgers (en indirect mede op die van miljoenen landgenoten om nog maar te zwijgen voor de mondiale indirecte consequenties). Die avond treedt de wapenstilstand in.
De Russische Federatie moet denucleariseren en demilitariseren, terwijl de geallieerden Moskou voor 5 jaar bezet zullen houden. Tevens wordt de Chinese grens bezet gehouden door geallieerde troepen om Rusland te beschermen tegen Chinese agressie en bovendien een nieuwe Russisch-Chinese oorlog te voorkomen. Rusland gaat echter een zware hongerwinter tegemoet.
De directe gevechtshandelingen hebben 42,000 doden en 82,000 gewonden gekost aan geallieerde zijde. Hoewel niet genoemd is het aannemelijk dat de Russische verliezen minstens even groot zijn. Bovendien zijn 7 miljoen Amerikanen en waarschijnlijk ongeveer evenveel Russen gestorven ten gevolge van de nucleaire uitwisseling op de eerste oorlogsdag. Tevens blijft het aantal doden ten gevolge van het Russisch-Chinese en het Koreaanse treffen onvermeld.